# Румянцев, Фёдор Селиверстович
Фёдор Селиверстович Румянцев (2 (15) марта 1916, с. Рождествено — 30 декабря 1988, Москва) — полковник Советской Армии, участник Великой Отечественной войны, Герой Советского Союза (1944).

## Биография
Фёдор Румянцев родился 2 (15) марта 1916 год в селе Рождествено (ныне — Каширский район Московской области). Окончил семь классов школы в Калуге и Московский авиационный техникум Гражданского воздушного флота, после чего работал в управлении «Бамтранспроект». В 1942 году Румянцев был призван на службу в Рабоче-крестьянскую Красную Армию. С августа того же года — на фронтах Великой Отечественной войны.
К августу 1944 года гвардии капитан Фёдор Румянцев был штурманом эскадрильи 22-го гвардейского авиаполка 5-й гвардейской авиадивизии 4-го гвардейского авиакорпуса АДД СССР. К тому времени он совершил 125 боевых вылетов, 32 из которых — на выполнение спецзаданий в Югославии.
Указом Президиума Верховного Совета СССР от 5 ноября 1944 года за «образцовое выполнение заданий командования и проявленные при этом мужество и героизм» гвардии капитан Фёдор Румянцев был удостоен высокого звания Героя Советского Союза с вручением ордена Ленина и медали «Золотая Звезда» за номером 5280.
После окончания войны Румянцев продолжил службу в Советской Армии. В 1955 году он окончил Военно-воздушную академию. В 1970 году в звании полковника Румянцев был уволен в запас. Проживал и работал преподавателем дисциплины "Воздушная навигация" в Москве, Московский топографический политехникум, кафедра "Аэрофотосъемка". Скончался 30 декабря 1988 года, похоронен в колумбарии Ваганьковского кладбища Москвы.
Был также награждён двумя орденами Красного Знамени, двумя орденами Отечественной войны 1-й степени, двумя орденами Красной Звезды, рядом медалей и югославским орденом "Заслуженный штурман Югославии" за участие в операции по эвакуации И.Б.Тито из фашистского окружения.